# Anna Arjípova
Anna Valérievna Arjípova, en ruso: Анна Валерьевна Архипова (nacida el 27 de julio de 1973 en Stávropol, RSFS de Rusia, Arjípova-fon Kalmanóvich desde 2003, Архи́пова-Фон Калмано́вич) es una exjugadora de baloncesto rusa. Consiguió 4 medallas en competiciones internacionales con Rusia.